# Longue Marche 9
Longue Marche 9 (en chinois : 长征九号 ; pinyin : chángzhēng jiǔ hào ou CZ-9) est un lanceur super lourd chinois (150 tonnes en orbite basse), en cours de développement, dont le premier vol est prévu vers 2030. Il sera utilisé pour lancer les missions avec équipage vers la Lune et l'exploration du système solaire. Ce nouveau lanceur est développé par l'Académie chinoise de technologie des lanceurs (CALT), filiale de la Société de sciences et technologies aérospatiales de Chine (CASC) chargée de la conception des lanceurs Longue Marche.
Depuis les premières études lancées en 2010, la configuration de ce lanceur a été modifiée à plusieurs reprises. Dans la configuration dévoilée en mars 2023 qui semble désormais figée, la fusée Longue Marche 9 est une fusée bi-étages avec un troisième étage optionnel, haute de 114 mètres pour un diamètre de 10,6 mètres. Le premier étage réutilisable est propulsé par 30 moteurs-fusées de 200 tonnes de poussée brûlant un mélange de méthane et d'oxygène liquide. Le deuxième étage comporte 2 moteurs du même type optimisés pour fonctionner dans le vide. Enfin l'étage optionnel est propulsé par un moteur cryogénique de type YF-91 de 120 tonnes de poussée.
Si le lanceur Longue Marche 10 devrait jouer un rôle majeur pour la première phase du programme spatial habité chinois lunaire, la fusée Longue Marche 9 devrait quant à elle être utilisée pour les programmes suivants, en particulier les missions avec équipage à destination de la planète Mars.

## Historique

### Architecture initiale (2010)
L'étude du lanceur super lourd Longue Marche 9 est annoncée par la Chine en 2011. Cette fusée est conçue pour permettre de déposer un équipage sur le sol de la Lune, bien qu'aucun projet de ce type ne soit à l'époque planifié. L'Académie chinoise de technologie des lanceurs (CALT), filiale de la Société de sciences et technologies aérospatiales de Chine (CASC) chargée de la conception des lanceurs Longue Marche, a retenu deux configurations, toutes deux capables de placer environ 130 tonnes en orbite basse, soit une capacité équivalente à celle de la fusée Saturn V du programme Apollo.
Des travaux préliminaires sont engagés pour développer les moteurs-fusées qui doivent propulser le lanceur. Deux moteurs sont à l'étude à l'Institut de la propulsion aérospatiale de Pékin rattaché à CALT : l’YF-650, un moteur à ergols liquides brûlant un mélange de kérosène-oxygène liquide de la classe du F-1 américain (650 tonnes de poussée) et l'YF-220 un moteur brûlant un mélange hydrogène liquide-oxygène liquide d'une poussée de 200 tonnes.
Fin 2014, le premier vol est prévu en 2028 ; en mars 2019, la Société de sciences et technologies aérospatiales de Chine annonce comme date 2030.
Les ingénieurs étudient également une version plus légère capable de placer 70 tonnes en orbite basse, similaire au bloc 1 du lanceur américain Space Launch System en cours de développement.

### Refonte du projet de juin 2021
En juin 2021, Long Lehao, ingénieur en chef des lanceurs Longue Marche, présente une nouvelle architecture de la fusée Longue Marche 9 très différente de la conception antérieure. Le lanceur est désormais dépourvu de propulseurs d'appoint. Sa charge utile est accrue car il est capable de placer 150 tonnes en orbite basse. Il est haut de 108 mètres pour un diamètre de 10,6 mètres. Ses trois étages sont propulsés par des moteurs-fusées YF-135 de 3,6 méganewtons de poussée brûlant un mélange de kérosène et d'oxygène. Ce nouveau moteur est une version à chambre de combustion unique du YF-130 proposé dans les versions antérieures (l'équivalent du RD-191 russe). Le premier étage dispose de 16 moteurs de ce type (5 872 tonnes de poussée au décollage), le deuxième de quatre et le troisième de un moteur. La coiffe a un diamètre de 9 mètres.
En parallèle il est prévu de développer une deuxième fusée super lourde moins puissante (70 tonnes en orbite basse, 27 tonnes sur une orbite lunaire) dérivée de la Longue Marche 5. Baptisée initialement "fusée 921" elle reçoit le nom officiel de CZ-5DY. Une fusée ayant une configuration proche avait déjà été présentée en 2011. Utilisant du kérosène et de l'oxygène, ce lanceur de 2 680 tonnes comprend un premier étage constitué de trois ensembles similaires propulsés chacun par sept YF-100K. Il s'agit d'une version améliorée du YF-100 qui propulse les Longue Marche 5, 7 et 8. Le deuxième étage est propulsé par deux YF-100M et le troisième par trois YF-75D. Ce lanceur sera utilisé pour les premières missions avec équipage sur le sol lunaire. Deux lanceurs seront nécessaires pour permettre à un petit atterrisseur lunaire de déposer deux hommes à la surface.
La nouvelle conception de la Longue Marche 9 permet d'éviter le chevauchement entre ses capacités et celles de la CZ-5DY. D'autre part, la Longue Marche 9 dispose désormais d'une marge de croissance par l'ajout de propulseurs d'appoint.

### Version de novembre 2022
L'architecture de ce lanceur présentée au salon de l'aéronautique de Zhuhai, qui se déroule début novembre 2022, est complètement remanié. Les principales modifications portent sur le caractère réutilisable du premier étage, l'abandon des propulseurs d'appoint et le choix d'un grand nombre moteurs-fusées à faible poussée (24 × 240 tonnes) brûlant du kérosène et de l'oxygène pour la propulsion du premier étage. Le constructeur chinois ne reprend donc pas les moteurs-fusées kerolox à cycle fermé YF-135 de 370 tonnes de poussée et le moteur-fusée hydrolox YF-90 de 220 tonnes de poussée de la version de 2021. CALT envisage à plus long terme d'utiliser pour propulser son premier étage des moteurs brûlant du méthane. Cette nouvelle version s'éloigne du modèle du SLS pour se rapprocher de celui du Starship. Le premier vol est prévu vers 2030.

### La version définitive? (mars 2023)
En mars 2023, une nouvelle configuration est dévoilée. Le lanceur Longue Marche 9 est désormais une fusée bi-étages avec un troisième étage optionnel haut de 114 mètres pour un diamètre de 10,6 mètres. Le premier étage réutilisable est propulsé par 30 moteurs-fusées de 200 tonnes de poussée brûlant un mélange de méthane et d'oxygène liquide. Le deuxième étage comporte deux moteurs du même type optimisé pour fonctionner dans le vide. Enfin, le troisième étage optionnel est propulsé par un moteur cryogénique de type YF-91 de 120 tonnes de poussée,.

## Caractéristiques techniques

### Version définitive
Dans sa version de mars 2023, le lanceur peut placer 150 tonnes en orbite basse (50 tonnes sur une orbite de transfert vers la Lune) en configuration non réutilisable et 100 tonnes lorsque le premier étage revient au sol (35 tonnes pour une destination lunaire). Une version entièrement réutilisable pouvant placer 80 tonnes en orbite basse est prévue à l'horizon 2040.

### Version de novembre 2022
La dernière version présentée en novembre 2022 comporte deux étages de 10 mètres de diamètre avec un premier étage réutilisable. Contrairement à la version précédente, elle est partiellement réutilisable. Le lanceur est haut de 108 mètres pour une masse totale au décollage de 4 180 tonnes. Le premier étage est propulsé par 24 moteurs-fusées de 240 tonnes de poussée brûlant un mélange de kérosène et d'oxygène liquide tandis que le deuxième étage est propulsé par quatre YF-79 brûlant un mélange d'hydrogène liquide et d'oxygène liquide. Pour les missions interplanétaires, un troisième étage propulsé par un moteur-fusée YF-79. La coiffe a le même diamètre que le corps du lanceur. Les performances du lanceur sont les suivantes : 150 tonnes en orbite basse, 50 tonnes sur une orbite de transfert vers la Lune et 35 tonnes sur une orbite de transfert vers Mars,.

### Version de 2011
Deux configurations étaient envisagées. Elles se distinguent essentiellement par les propulseurs d'appoint qui sont à ergols liquides (A) dans un cas et à propergol solide dans l'autre (B). La première configuration aurait la préférence des ingénieurs chinois[réf. nécessaire].
|                              | A            | B                |
| ---------------------------- | ------------ | ---------------- |
| Charge utile orbite basse    | 130 tonnes   | 133 tonnes       |
| hauteur                      | 98 m.        | 101–108 m.       |
| Poussée au lancement         | 5 200 tonnes | 5 000 tonnes     |
| Propulseurs d'appoint        |              |                  |
| Nombre propulseurs d'appoint | 4            | 4                |
| Poussée totale               | 2 600 tonnes | 4 000 tonnes     |
| Propulsion                   | 4 × YF-650   | Propergol solide |
| Masse propergol              | 1 280 tonnes | 2 300 tonnes     |
| Premier étage                |              |                  |
| Diamètre                     | 8–9 m        | 8–9 m            |
| Masse propergol              | 1 756 tonnes | 1 000 tonnes     |
| Propulsion                   | 4 × YF-650   | 5 × YF-220       |
| Poussée totale               | 2 600 tonnes | 1 000 tonnes     |
| Deuxième étage               |              |                  |
| Diamètre                     | 8–9 m        | 8–9 m            |
| Masse propergol              | 500 tonnes   | 200 tonnes       |
| Propulsion                   | 2 × YF-220   | 1 × YF-220       |
| Poussée totale               | 400 tonnes   | 200 tonnes       |

## Comparaison des lanceurs super lourds chinois
À côté de la Longue Marche 9, la Chine a officialisé début 2023 le développement de deux autres lanceurs :
- La Longue Marche 10 (27 tonnes sur une orbite de transfert vers la Lune), qui devrait voler dès 2027 et sera utilisée par les premières missions lunaires avec équipage. La Longue Marche 9 sera utilisée par la suite pour permettre le lancement d'un module lunaire plus lourd.
- La Longue Marche 5ZRL, version allégée et réutilisable de la Longue Marche 10 dédiée à la desserte de l'orbite terrestre basse.

|                                | Longue Marche 10            | CZ-5ZRL                                                   | Longue Marche 9        |
| ------------------------------ | --------------------------- | --------------------------------------------------------- | ---------------------- |
| Premier vol                    | 2027                        | 2025                                                      | 2030                   |
| Type de mission                | Spatial habité lunaire      | Orbite terrestre basse                                    | Spatial habité lunaire |
| Charge utile orbite basse      | 70 tonnes                   | 14 tonnes (17 tonnes non réutilisable)                    | 150 tonnes             |
| Charge utile transfert lunaire | 27 tonnes                   |                                                           | 50 tonnes              |
| hauteur                        | 91,6 m version cargo 88,5 m | 67 m                                                      | 114 m                  |
| Masse au décollage             | 2 187 tonnes                | 748 tonnes                                                | 4 339 tonnes           |
| Premier étage                  |                             |                                                           |                        |
| Diamètre                       | 3 x 5 mètres                | 5 mètres                                                  | 10,6 mètres            |
| Masse propergol                |                             |                                                           |                        |
| Type propergol                 | LOX/RP-1                    | LOX/RP-1                                                  | LOX/LCH4               |
| Propulsion                     | 21 × YF-100K                | 7 × YF-100K                                               | 30 × YF-...            |
| Poussée totale                 | 2 678 tonnes                | 873 tonnes                                                | 6 100 tonnes           |
| Deuxième étage                 |                             |                                                           |                        |
| Diamètre                       | 5 mètres                    | 5 mètres                                                  | 10,6 mètres            |
| Masse propergol                |                             | ?                                                         | ?                      |
| Type propergol                 | LOX/RP-1                    | LOX/RP-1                                                  | LOX/LCH4               |
| Propulsion                     | 2 × YF-100M                 | 1 × YF-100M (non réutilisable) 1 × YF-100N (réutilisable) | 2 x YF...              |
| Poussée totale                 | ~250 t.                     | ~125 t.                                                   | 440 t.                 |
| Troisième étage (optionnel)    |                             |                                                           |                        |
| Diamètre                       | 5 mètres                    |                                                           | 10,6 mètres            |
| Masse propergol                | ?                           |                                                           |                        |
| Type propergol                 | LOX/LH2                     |                                                           | LOX/LH2                |
| Propulsion                     | 3 × YF-75E                  |                                                           | 1 x YF-91              |
| Poussée totale                 | ?                           |                                                           | 120 t.                 |